# 1983 no desporto

## Automobilismo
- 13 de março - Nelson Piquet vence o GP do Brasil, em Jacarepaguá, a prova de abertura do campeonato.
- 14 de maio - Uma combinação de problemas de pneus e mau tempo contribuiu para que Niki Lauda e John Watson não conseguissem se classificar para o GP de Mônaco. Pela primeira vez na Fórmula 1, nenhum carro da McLaren obteve vaga para o grid de largada.[1]
- 5 de junho - Michele Alboreto vence o GP do Leste dos Estados Unidos, em Detroit. É a última vitória na história da equipe Tyrrell na categoria.
- 28 de agosto - René Arnoux vence o GP da Holanda, sua 7ª e última vitória na carreira.
- 15 de outubro - Nelson Piquet termina em 3º lugar (4 pontos) o GP da África do Sul tornando-se bicampeão mundial de Fórmula 1. O brasileiro da Brabham totaliza 59 pontos e ultrapassa Prost com 57 pontos. Piquet é o primeiro piloto campeão com motor turbo.[2]
- 19 de outubro - Alain Prost é confirmado como piloto da McLaren para a temporada de 1984.[3]
- 23 de outubro - Ayrton Senna vence o campeonato inglês de Fórmula 3.[4]
- 23 de novembro - Hannu Mikkola, ao volante de um Audi Quattro sagra-se campeão do mundo de ralis, depois de ficar em segundo lugar na última prova do ano, o Rali do RAC em Inglaterra.
- 9 de dezembro - Ayrton Senna assina com a Toleman para a próxima temporada da Fórmula 1.[5]

## Ciclismo
- 24 de julho - Laurent Fignon (França) vence a 70ª edição da Volta à França em bicicleta.[6]

## Futebol
- 29 de maio - O Flamengo é campeão Brasileiro derrotando o Santos por 3 a 0, no Maracanã. É o terceiro título do rubro-negro carioca.[7]
- 28 de julho - O Grêmio é campeão da Copa Libertadores da América pela primeira vez derrotando o Peñarol por 2 a 1.[8]
- 21 de agosto - O Benfica é campeão da Taça de Portugal derrotando o Porto por 1 a 0.[carece de fontes?]
- 9 de outubro - Santos e Palmeiras empatam em 2 a 2 no Morumbi, no campeonato paulista. Aos 45 minutos do segundo tempo, na cobrança do escanteio, depois de um bate-rebate na área santista, Jorginho chutou a bola em direção ao gol. A mesma, porém, claramente se caminhava para fora da meta, quando, rente à linha de fundo, desviou, involuntariamente, na perna esquerda do árbitro José de Assis Aragão, que estava mal posicionado, e entrou no gol, empatando a partida. Na súmula do jogo, o gol foi registrado como sendo marcado pelo Jorginho. Os jogadores santistas pediram para que o árbitro anulasse o gol, mas Aragão está certo validando-o. Segundo a regra 9 do futebol, "a bola está em jogo se permanece em campo após haver tocado o juiz ou um dos juízes de linha". Ou seja, a regra do futebol entende o juiz como sendo um corpo neutro, e, por isso, o gol foi validado corretamente. É como se a bola tivesse batido na trave e entrado.[9]
- 11 de dezembro - Grêmio vence o Hamburgo por 2 a 1 (1 a 1 no tempo normal e 1 a 0 na prorrogação), e é Campeão Intercontinental.[10]
- 19 de dezembro - A Taça Jules Rimet é roubada. Dois ladrões entraram no gabinete do presidente da CBF, Giulite Coutinho, no nono andar do Edifício João Havelange, na Rua da Alfândega, 70.[11]

## Tênis
- Martina Navratilova encerra o ano com 86 vitórias e apenas 1 derrota em simples (98,85% de aproveitamento), melhor marca atingida por qualquer tenista profissional, homem ou mulher.

## Nascimentos
| Data            | Nome                  | Profissão                       | Nacionalidade                              | Observações | Ref    |
| --------------- | --------------------- | ------------------------------- | ------------------------------------------ | ----------- | ------ |
| 3 de janeiro    | Daniel Carvalho       | futebolista                     | Brasil                                     |             |        |
| 6 de janeiro    | Pedro Veniss          | ginete                          | Brasil                                     |             |        |
| 11 de janeiro   | Adrian Sutil          | automobilista                   | Alemanha                                   |             |        |
| 16 de janeiro   | Emanuel Pogatetz      | futebolista                     | Áustria                                    |             |        |
| 17 de janeiro   | Álvaro Arbeloa        | futebolista                     | Espanha                                    |             |        |
| 21 de janeiro   | Victor Leandro Bagy   | futebolista                     | Brasil                                     |             |        |
| 23 de janeiro   | Irving Saladino       | atleta, saltador em comprimento | Panamá                                     |             |        |
| 24 de janeiro   | Scott Speed           | automobilista                   | Estados Unidos                             |             |        |
| 28 de janeiro   | Danny Makkelie        | árbitro futebolístico           | Países Baixos                              |             |        |
| 29 de janeiro   | Alex Figge            | automobilista                   | Estados Unidos                             |             |        |
| 29 de janeiro   | Sileshi Sihine        | atleta, fundista                | Etiópia                                    |             |        |
| 2 de fevereiro  | Carolina Klüft        | atleta                          | Suécia                                     |             |        |
| 2 de fevereiro  | Anastasia Davydova    | nadadora artística              | Rússia                                     |             |        |
| 10 de fevereiro | Daiane dos Santos     | ginasta                         | Brasil                                     |             |        |
| 14 de fevereiro | Bacary Sagna          | futebolista                     | França                                     |             |        |
| 24 de fevereiro | Jan Blachowicz        | artes marciais mistas           | Polónia                                    |             |        |
| 25 de fevereiro | Eduardo da Silva      | futebolista                     | Croácia · Brasil (nasc.)                   |             |        |
| 8 de março      | Poliana Okimoto       | nadadora                        | Brasil                                     |             |        |
| 11 de março     | Jovane Guissone       | esgrimista paralímpico          | Brasil                                     |             |        |
| 14 de março     | Bakhtiyar Artayev     | pugilista                       | Cazaquistão (atual) · União Soviética      |             |        |
| 14 de março     | Jiang Qiuyan          | atleta, marchadora              | China                                      |             |        |
| 26 de março     | Anti Saarepuu         | esquiador                       | Estónia (atual) · União Soviética          |             |        |
| 26 de março     | Toni Elías            | motociclista                    | Espanha                                    |             |        |
| 31 de março     | Camila Comin          | ginasta                         | Brasil                                     |             |        |
| 4 de abril      | Ben Gordon            | basquetebolista                 | Reino Unido                                |             |        |
| 9 de abril      | Clint Dempsey         | futebolista                     | Estados Unidos                             |             |        |
| 11 de abril     | Nicky Pastorelli      | automobilista                   | Países Baixos                              |             |        |
| 23 de abril     | Daniela Hantuchová    | tenista                         | Eslováquia (atual) · Tchecoslováquia       |             |        |
| 24 de abril     | Zé Carlos             | futebolista                     | Brasil                                     |             |        |
| 26 de abril     | José María López      | automobilista                   | Argentina                                  |             |        |
| 1 de maio       | Alain Bernard         | nadador                         | França                                     |             |        |
| 3 de maio       | Rosinei Adolfo        | futebolista                     | Brasil                                     |             |        |
| 10 de maio      | Lico Kaesemodel       | automobilista                   | Brasil                                     |             |        |
| 13 de maio      | Yaya Touré            | futebolista                     | Costa do Marfim                            |             |        |
| 20 de maio      | Anja Huber            | piloto de skeleton              | Alemanha (atual) · Alemanha Ocidental      |             |        |
| 22 de maio      | John Hopkins          | motociclista                    | Estados Unidos                             |             |        |
| 29 de maio      | Yevgenia Polyakova    | atleta, velocista               | Rússia (atual) · União Soviética           |             |        |
| 8 de junho      | Kim Clijsters         | tenista                         | Bélgica                                    |             |        |
| 22 de junho     | Ágatha Bednarczuk     | vôlei de praia                  | Brasil                                     |             |        |
| 25 de junho     | Marc Janko            | futebolista                     | Áustria                                    |             |        |
| 1 de julho      | Sheilla Castro        | vôleibolista                    | Brasil                                     |             |        |
| 15 de julho     | Nelson Merlo          | automobilista                   | Brasil                                     |             |        |
| 23 de julho     | Aaron Peirsol         | nadador                         | Estados Unidos                             |             |        |
| 26 de julho     | Danilo Nogueira       | ginasta                         | Brasil                                     |             |        |
| 2 de agosto     | Michel Bastos         | futebolista                     | Brasil                                     |             |        |
| 6 de agosto     | Robin van Persie      | futebolista                     | Países Baixos                              |             |        |
| 10 de agosto    | Nikolai Hentsch       | esquiador                       | Brasil                                     |             |        |
| 19 de agosto    | Mike Conway           | automobilista                   | Inglaterra                                 |             |        |
| 20 de agosto    | Paulo André           | futebolista                     | Brasil                                     |             |        |
| 23 de agosto    | Bruno Spengler        | automobilista                   | Canadá                                     |             |        |
| 23 de agosto    | Marianne Steinbrecher | jogadora de volei               | Brasil                                     |             |        |
| 25 de agosto    | James Rossiter        | automobilista                   | Inglaterra                                 |             |        |
| 26 de agosto    | Félix Porteiro        | automobilista                   | Espanha                                    |             |        |
| 1 de setembro   | José Antonio Reyes    | futebolista                     | Espanha                                    | m. 2019     | [ 12 ] |
| 15 de setembro  | Elton                 | futebolista                     | Brasil                                     |             |        |
| 21 de setembro  | Rafael Marques        | futebolista                     | Brasil                                     |             |        |
| 23 de setembro  | Marcelo Melo          | tenista                         | Brasil                                     |             |        |
| 26 de setembro  | Ricardo Quaresma      | futebolista                     | Portugal                                   |             |        |
| 29 de setembro  | Karen Jonz            | skatista                        | Brasil                                     |             |        |
| 30 de setembro  | Andreea Răducan       | ginasta                         | Roménia                                    |             |        |
| 3 de outubro    | Fred                  | futebolista                     | Brasil                                     |             |        |
| 7 de outubro    | Maxim Trankov         | patinador artístico             | Rússia (atual) · União Soviética           |             |        |
| 9 de outubro    | Andreas Zuber         | automobilista                   | Emirados Árabes Unidos · Austrália (nasc.) |             |        |
| 11 de outubro   | Ruslan Ponomariov     | enxadrista                      | Ucrânia (atual) · União Soviética          |             |        |
| 14 de outubro   | Renato Civelli        | futebolista                     | Argentina                                  |             |        |
| 19 de outubro   | Éder Carbonera        | vôleibolista                    | Brasil                                     |             |        |
| 19 de outubro   | Jorge Valdivia        | futebolista                     | Chile · Venezuela (nasc.)                  |             |        |
| 21 de outubro   | Alison                | futebolista                     | Brasil                                     |             |        |
| 26 de outubro   | Dmitriy Sychov        | futebolista                     | Rússia (atual) · União Soviética           |             |        |
| 29 de outubro   | Jason Tahincioglu     | automobilista                   | Turquia                                    |             |        |
| 6 de novembro   | Britta Steffen        | nadadora                        | Alemanha (atual) · Alemanha Oriental       |             |        |
| 8 de novembro   | Blanka Vlašić         | atleta, saltadora em altura     | Croácia (atual) · Iugoslávia               |             |        |
| 11 de novembro  | Philipp Lahm          | futebolista                     | Alemanha (atual) · Alemanha Ocidental      |             |        |
| 18 de novembro  | Isabel Swan           | velejadora                      | Brasil                                     |             |        |
| 19 de novembro  | Meseret Defar         | atleta, fundista                | Etiópia                                    |             |        |
| 24 de novembro  | Paulo Salustiano      | automobilista                   | Brasil                                     |             |        |
| 2 de dezembro   | Aaron Rodgers         | futebol americano               | Estados Unidos                             |             |        |
| 8 de dezembro   | Neel Jani             | automobilista                   | Suíça                                      |             |        |
| 10 de dezembro  | Paulo Batista Nsimba  | futebolista                     | Angola                                     |             |        |
| 11 de dezembro  | Brendan Christian     | atleta, velocista               | Antígua e Barbuda                          |             |        |
| 14 de dezembro  | Stéphanie Frappart    | árbitra futebolistica           | França                                     |             |        |
| 15 de dezembro  | Wang Hao              | mesa-tenista                    | China                                      |             |        |
| 22 de dezembro  | Nathalie Péchalat     | patinadora artística            | França                                     |             |        |
| 22 de dezembro  | José Fonte            | futebolista                     | Portugal                                   |             |        |
| 30 de dezembro  | Luka Razmadze         | futebolista                     | Geórgia (atual) · União Soviética          |             |        |

## Mortes
| Data            | Nome               | Profissão                      | Nacionalidade | Observações | Ref |
| --------------- | ------------------ | ------------------------------ | ------------- | ----------- | --- |
| 18 de janeiro   | Kathleen Shaw      | patinadora artística           | Reino Unido   | n. 1903     |     |
| 20 de janeiro   | Garrincha          | futebolista                    | Brasil        | n. 1933     |     |
| 24 de janeiro   | Juan Carlos Zabala | atleta, maratonista            | Argentina     | n. 1911     |     |
| 14 de fevereiro | Lina Radke         | atleta, meio-fundista          | Alemanha      | n. 1903     |     |
| 19 de julho     | Alexia Bryn        | patinadora artística           | Noruega       | n. 1889     |     |
| 31 de julho     | Eva Pawlik         | patinadora artística           | Áustria       | n. 1927     |     |
| 28 de outubro   | Romeu Italo Ripoli | político e dirigente esportivo | Brasil        | n. 1916     |     |